# Biserica de lemn din Mătișești

Biserica de lemn „Sfântul Mare Mucenic Dimitrie” din Mătișești, comuna Horea, județul Alba, foto: septembrie 2011.

Biserica de lemn „Sfântul Mare Mucenic Dimitrie” din Mătișești, comuna Horea, județul Alba, foto: septembrie 2011.

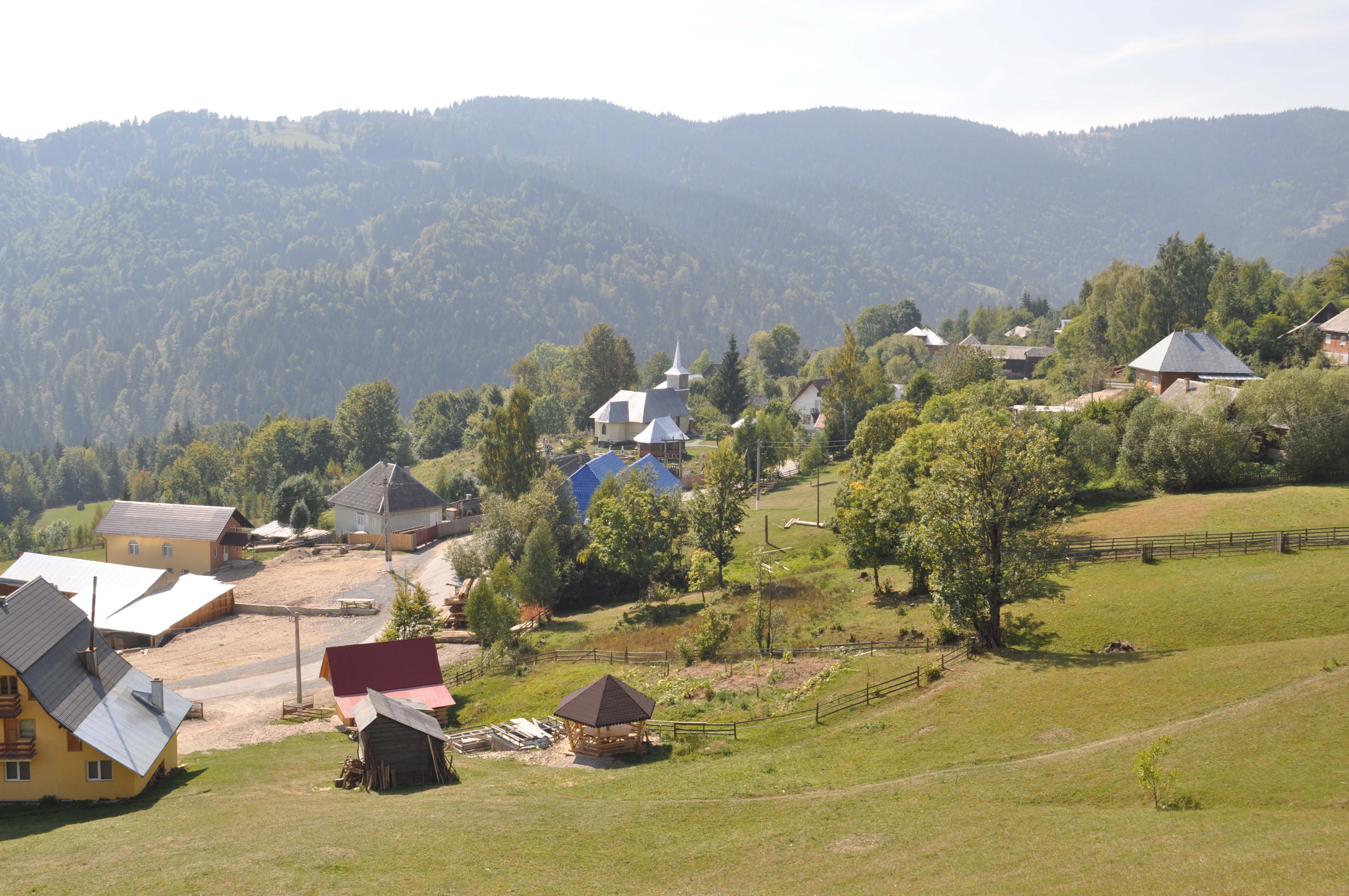
Vedere din drumul spre Poiana Horea

Cimitirul și împrejurimi

Altarul de vară

Iconostasul

Pronaosul

În altar

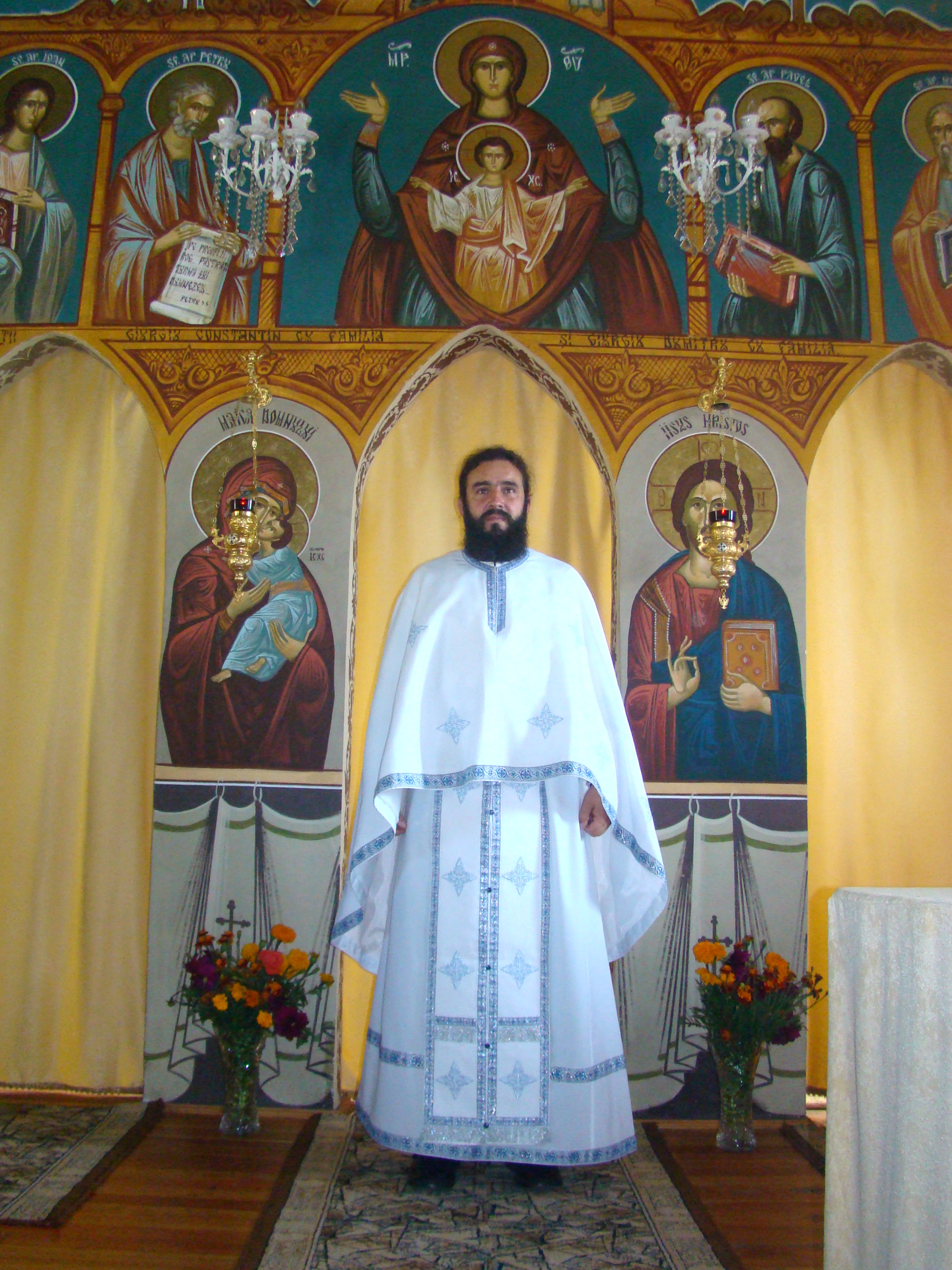
Preotul paroh Grecu Ilie George

Turnul-clopotniță

Biserica de lemn din Mătișești, comuna Horea, județul Alba, datează din anul 1905. Biserica are hramul „Sfântul Mare Mucenic Dimitrie” și nu figurează pe noua listă a monumentelor istorice din județul Alba.

## Istoric
Satul Mătișești se află la o distanță de 4 km de Horea, și are o biserică frumoasă de lemn, care în 2005 a sărbătorit un secol de existență. Cu această ocazia a fost renovată și pictată, fiindcă biserica nu a fost pictată inițial. A fost construită în 1905, deodată cu școala de meșterul Sohodolean Arsenie Sicoe. Binecuvântarea bisericii a fost făcută de  către Episcopul Nicolae Ivan al Vadului, Feleacului și Clujului, un rol important avându-l inginerul silvic Rivil Cioata, funcționar al magnatului Urmanczi.
La aniversare a fost ridicat altarul de vară, în care se găsesc câteva din icoanele originale, obiecte de cult vechi și o bucată din Gorunul lui Horea de la Țebea.

## Imagini din exterior

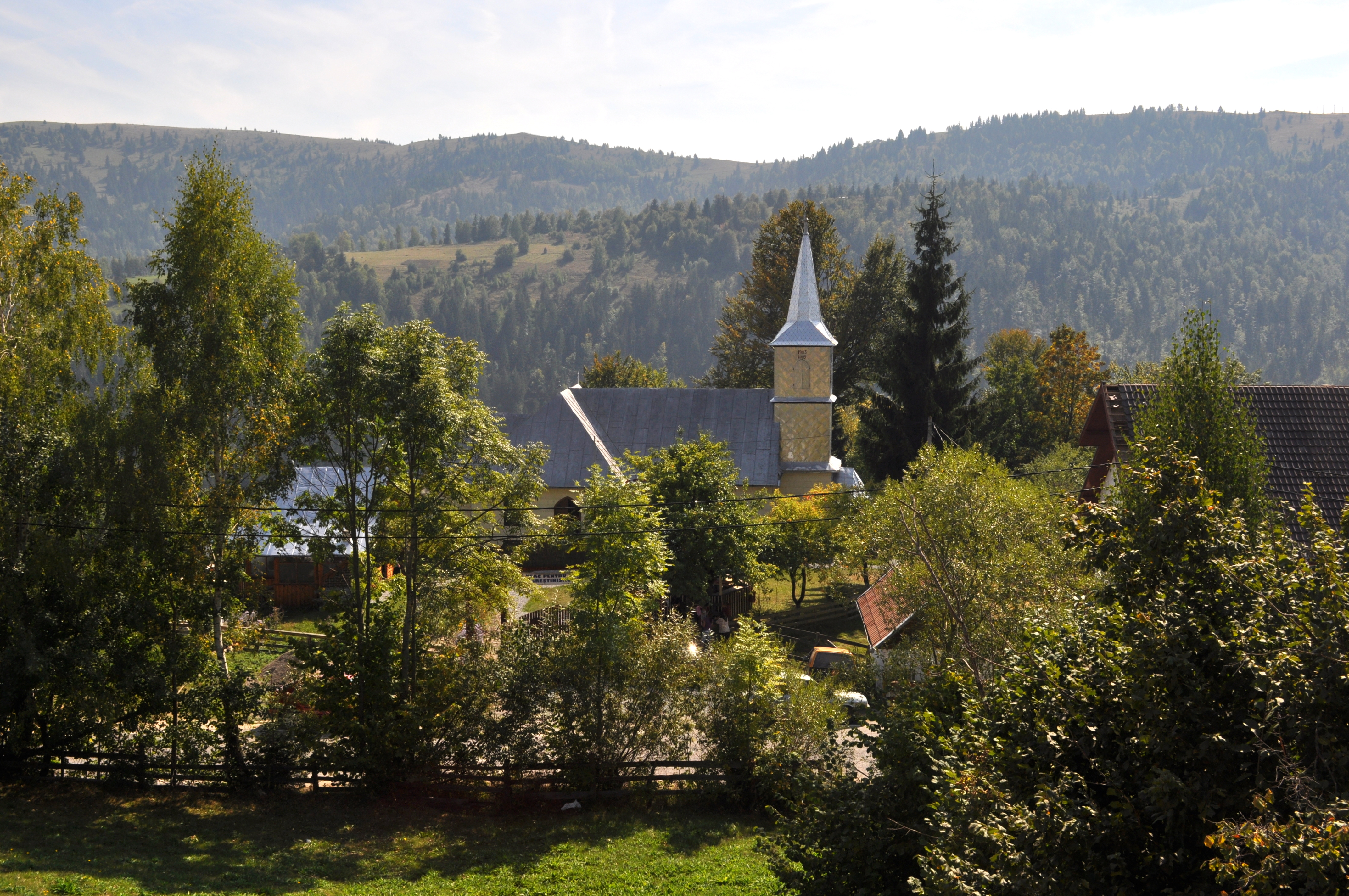
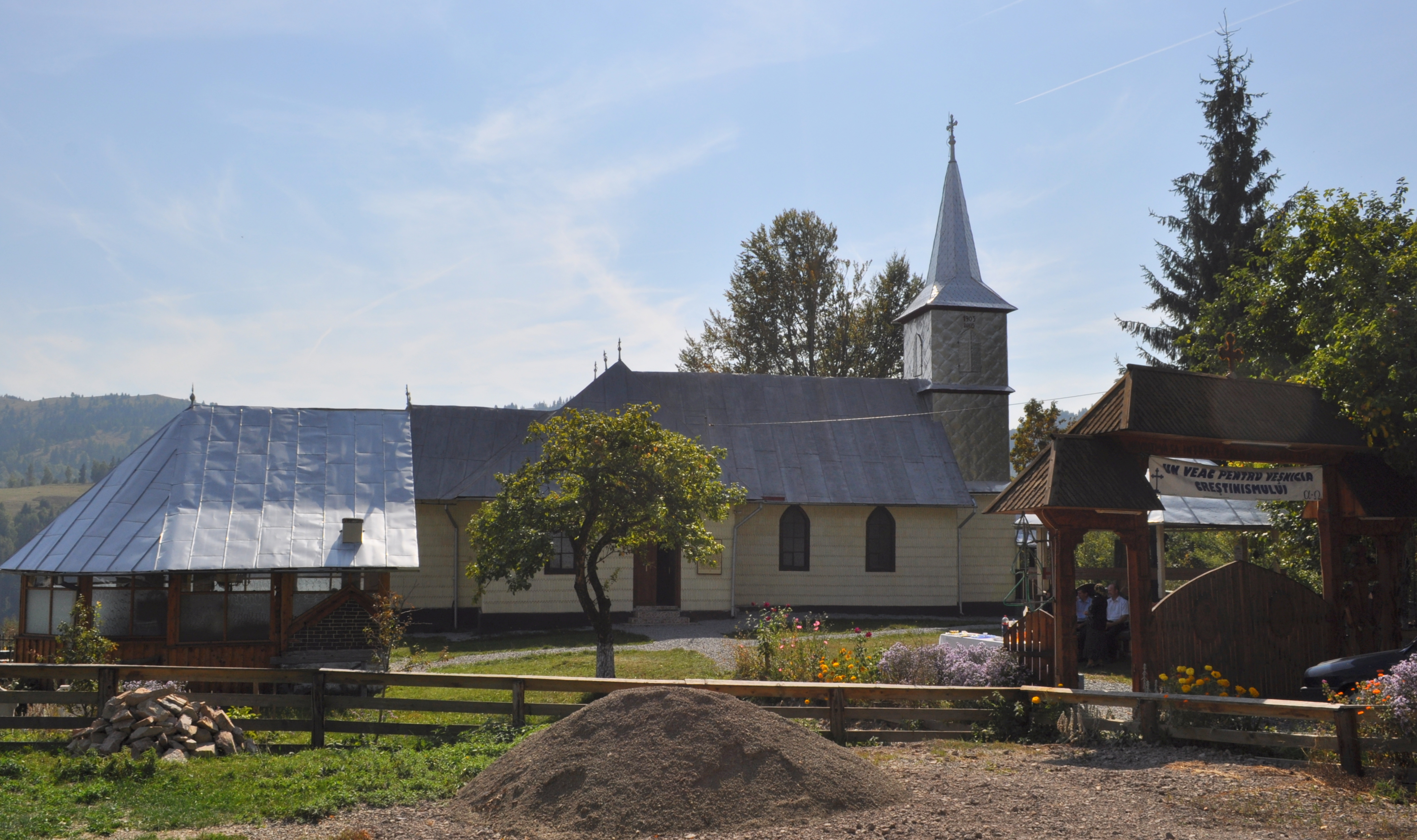
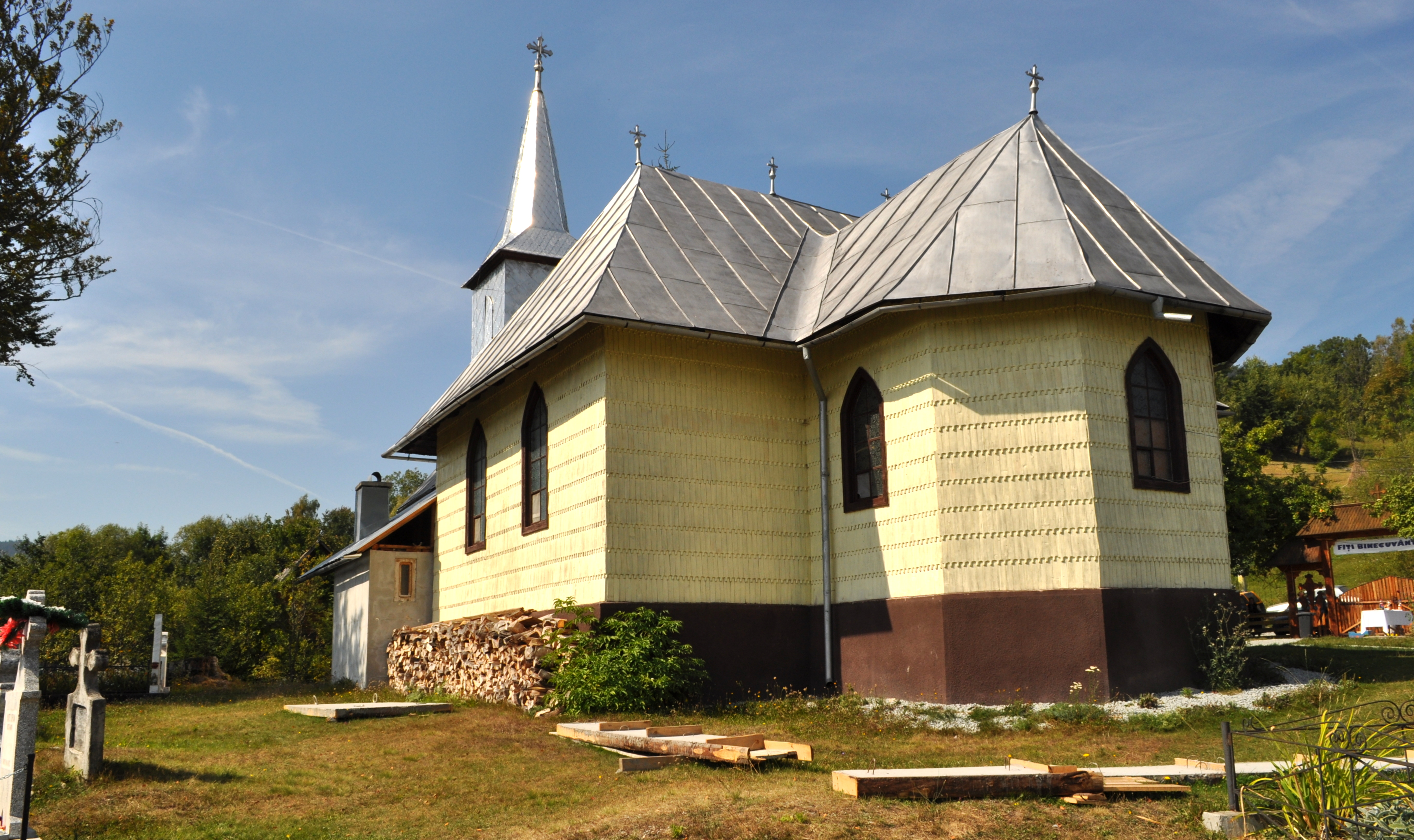
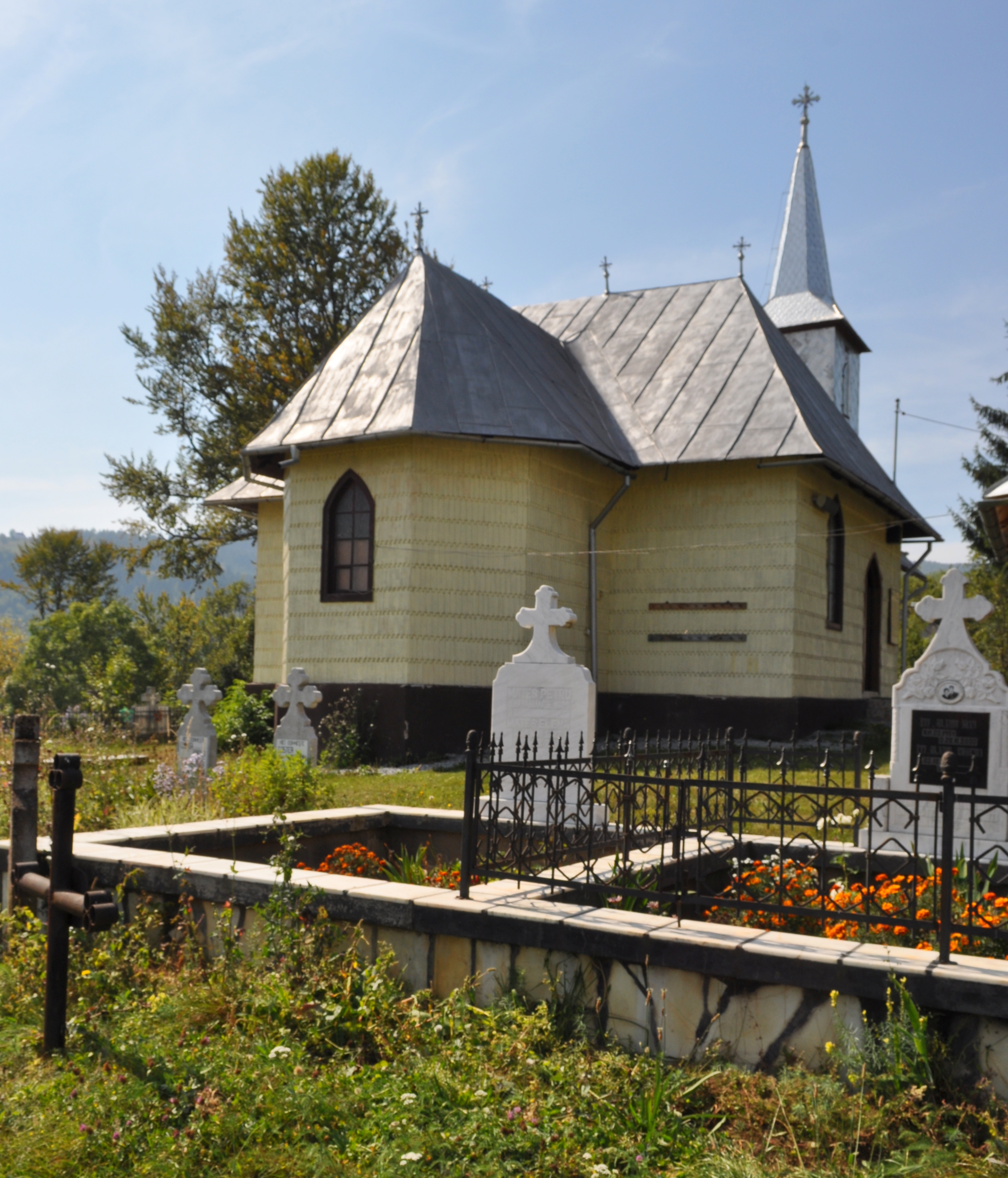
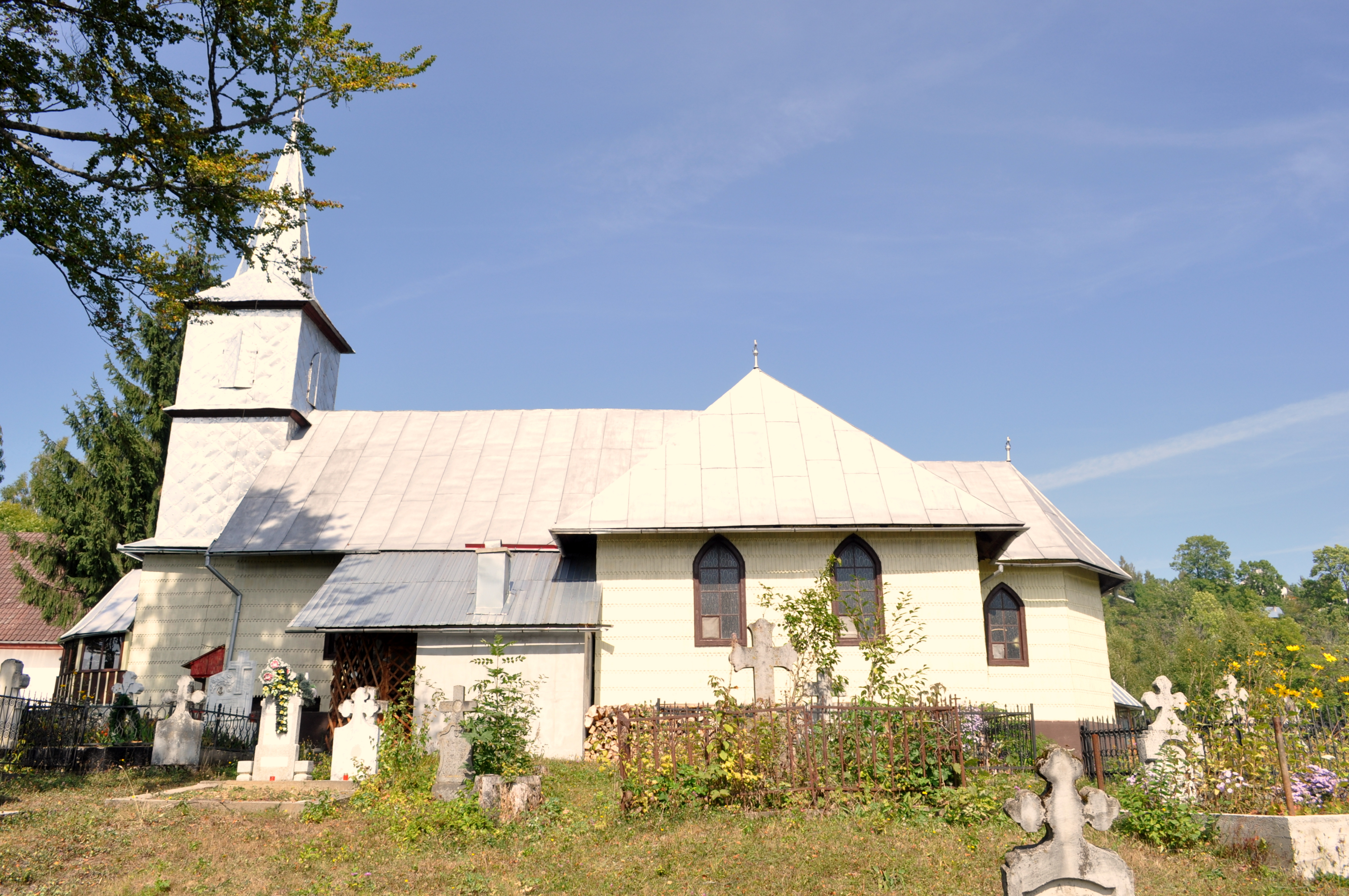
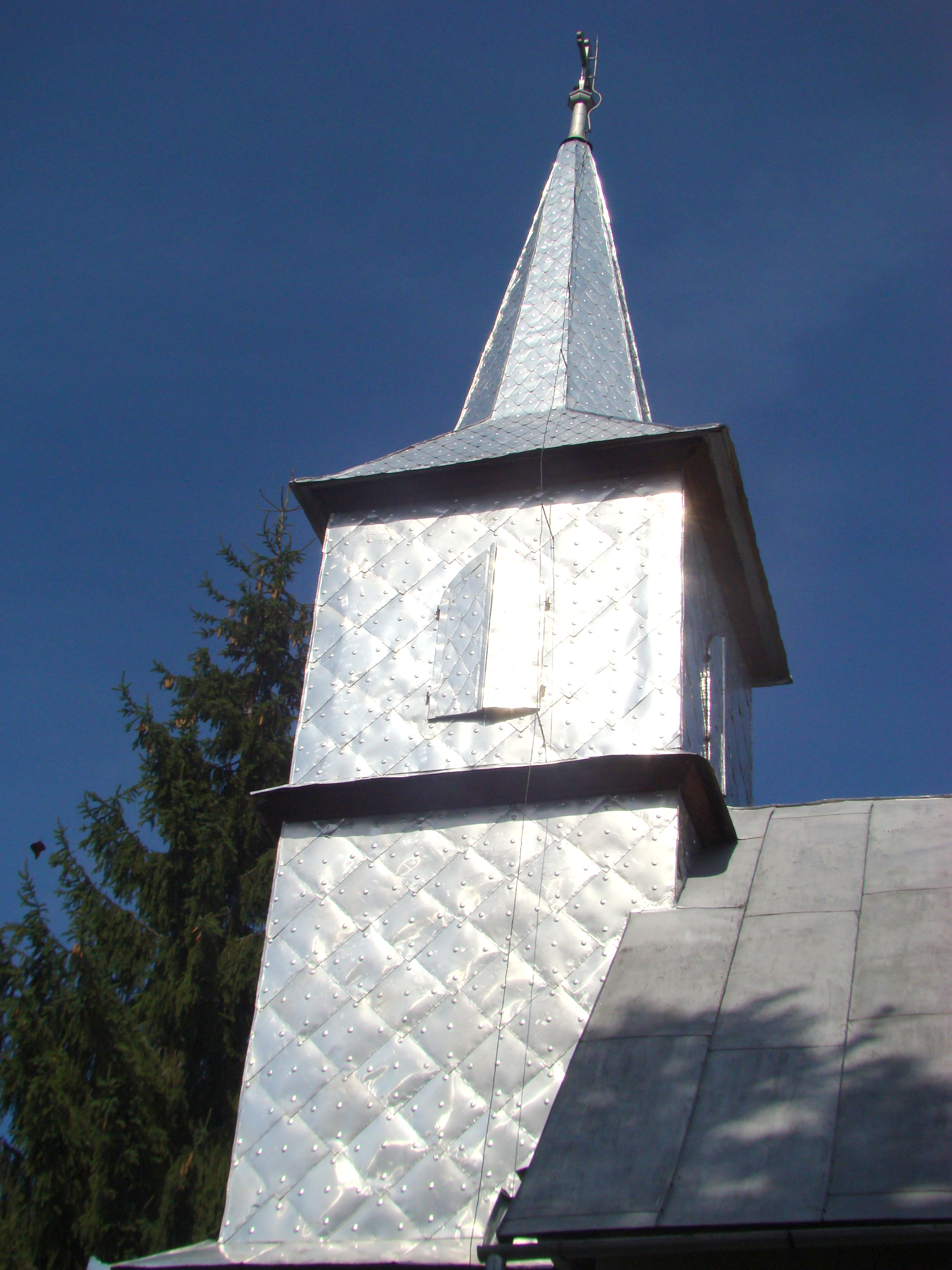

## Imagini din interior

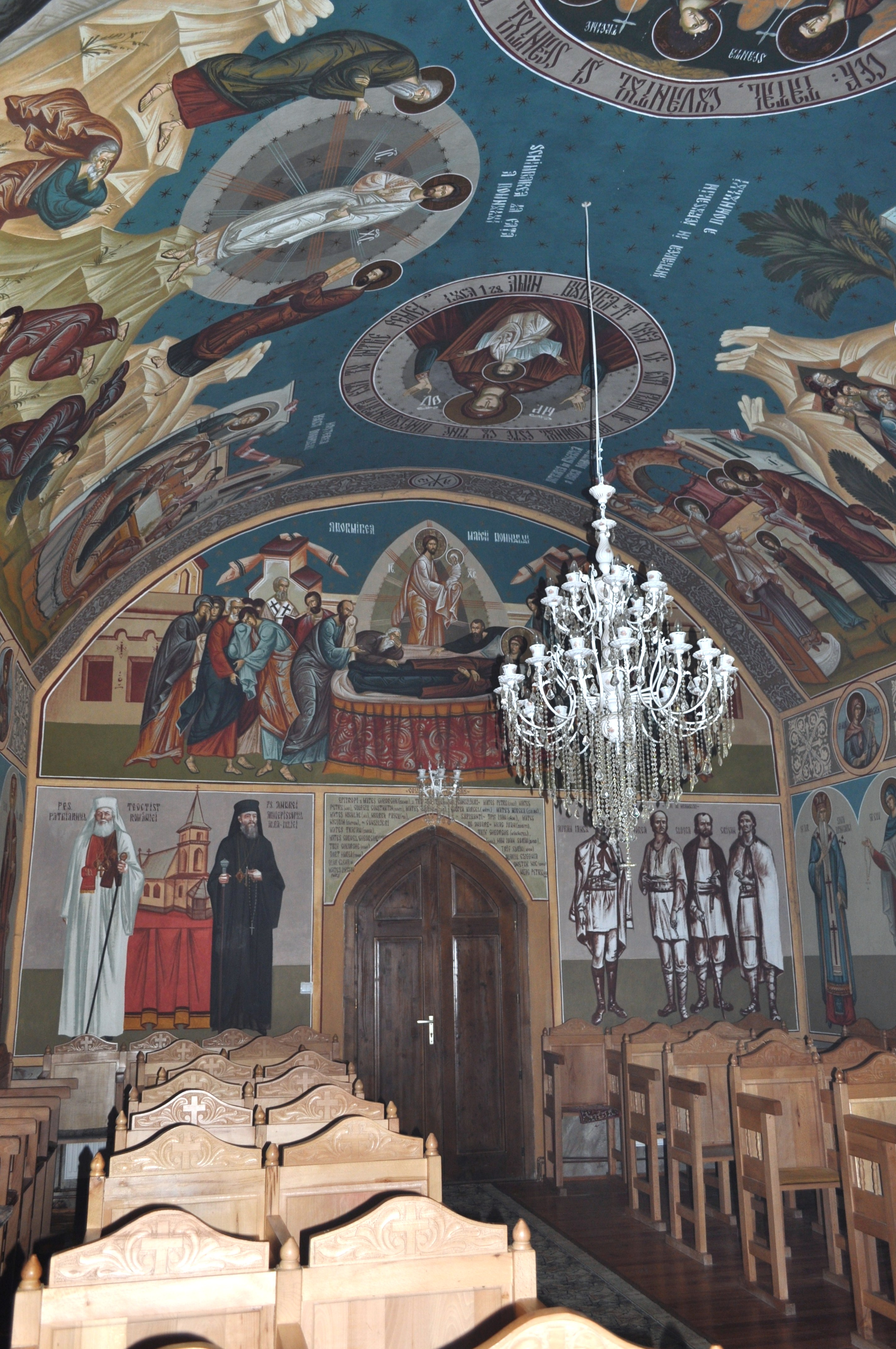
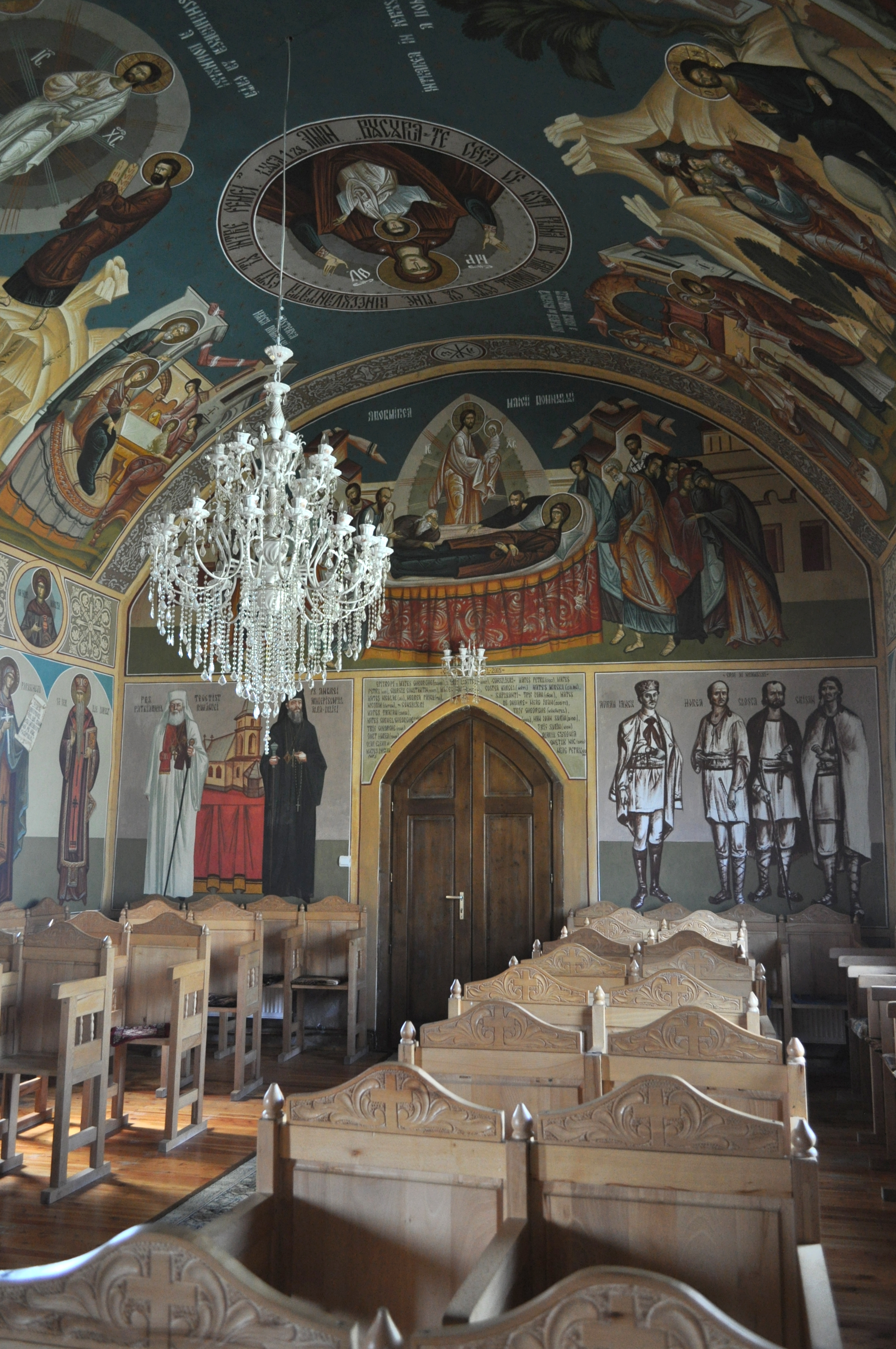
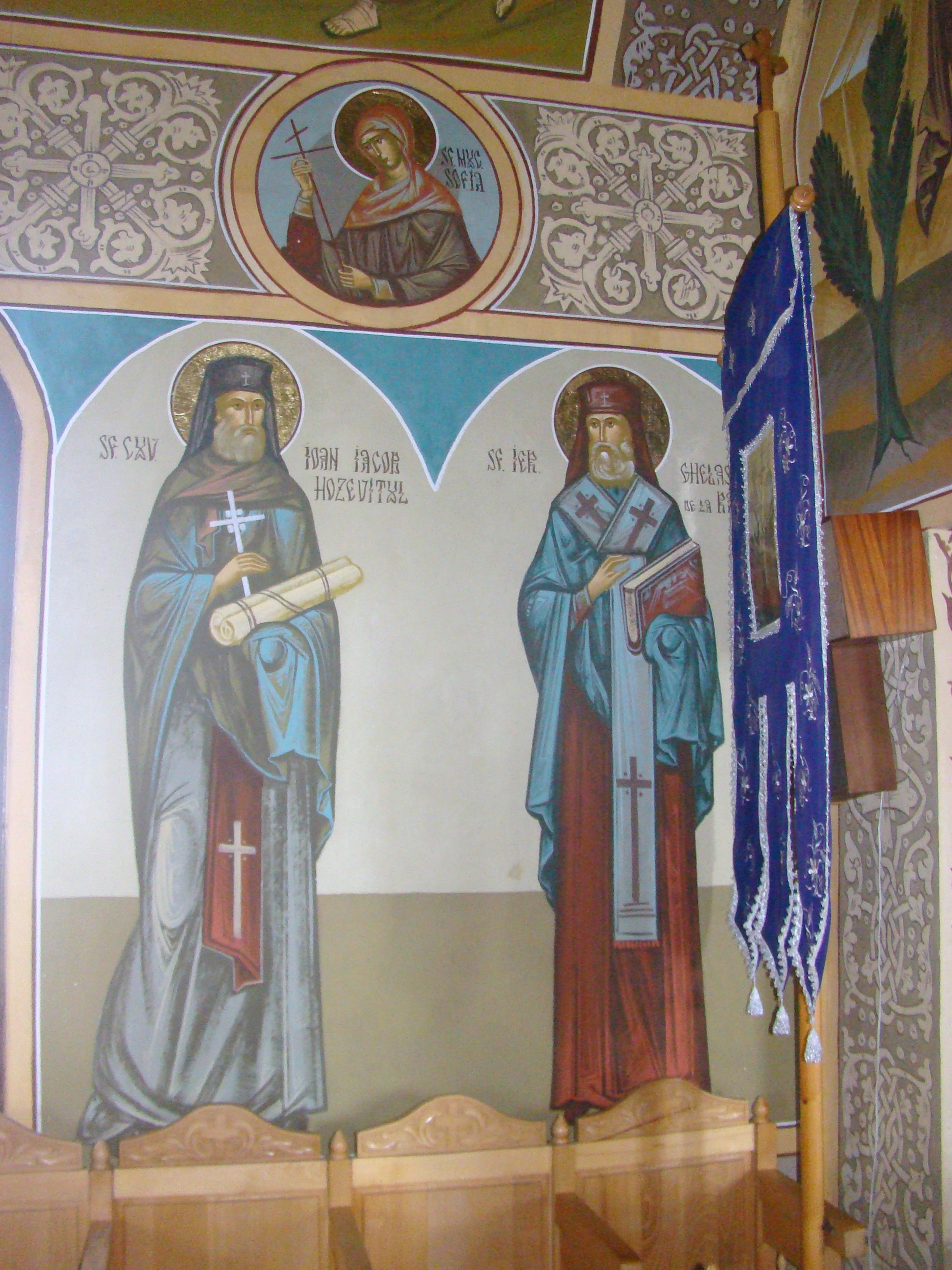
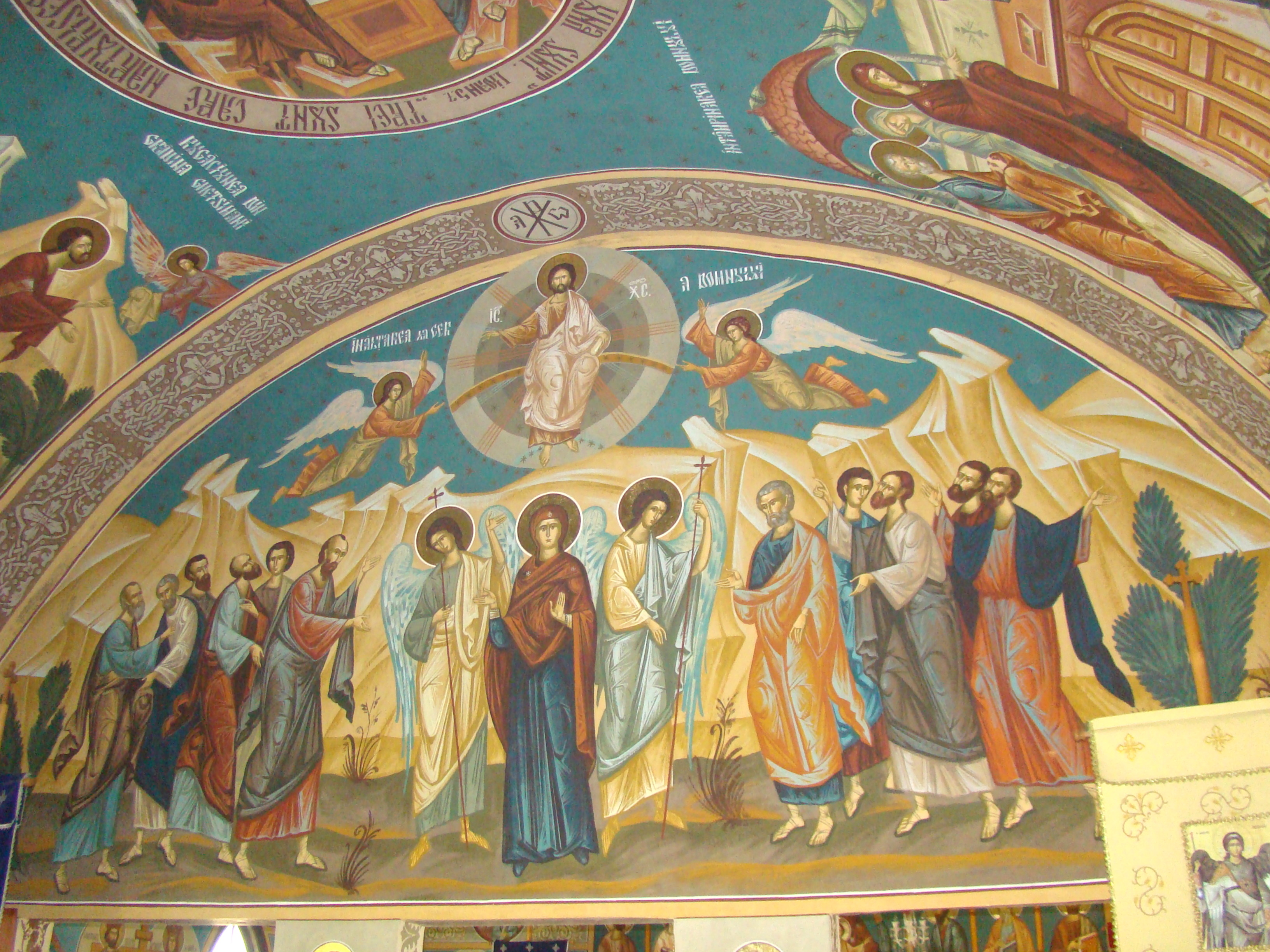